# San Gabriel Vista Hermosa
San Gabriel Vista Hermosa är en ort i Mexiko.   Den ligger i kommunen Coyomeapan och delstaten Puebla, i den sydöstra delen av landet, 260 km sydost om huvudstaden Mexico City. San Gabriel Vista Hermosa ligger 2 333 meter över havet och antalet invånare är 169.
Terrängen runt San Gabriel Vista Hermosa är varierad. Runt San Gabriel Vista Hermosa är det ganska tätbefolkat, med 72 invånare per kvadratkilometer. Närmaste större samhälle är Teotitlán de Flores Magón, 17,6 km sydväst om San Gabriel Vista Hermosa. I omgivningarna runt San Gabriel Vista Hermosa växer i huvudsak blandskog.